# Un coin de table
Ne doit pas être confondu avec Coin de table.
Un coin de table est un tableau peint à l'huile d'Henri Fantin-Latour, présenté au Salon de 1872.

## Projet
Ce tableau est le troisième d'une série de quatre « portraits de groupe » : les deux premiers, Hommage à Delacroix (1864) et Un atelier aux Batignolles (1870), rassemblent les peintres qu'il admire ; le quatrième, Autour du piano (1885), rassemble des musiciens.
Fantin-Latour avait pour projet initial de rendre à Baudelaire un hommage semblable à celui qu'il avait rendu à Delacroix dans un célèbre tableau en 1864. Il envisageait de regrouper plusieurs personnalités du monde littéraire autour d'un portrait du poète des Fleurs du Mal, dont c'était le cinquantenaire de la naissance (1821-1867). C'est son ami Edmond Maître qui aida Fantin à entrer en contact avec plusieurs poètes qui fréquentaient les bureaux de la préfecture de la Seine, parmi eux Albert Mérat, Paul Verlaine et Arthur Rimbaud. L'éditeur de Baudelaire, Poulet-Malassis, évoqua alors l'idée de faire poser Leconte de Lisle, Théodore de Banville et même Victor Hugo, cependant ces personnalités refusèrent de poser. Il existe deux esquisses de ce tableau que Fantin-Latour avait intitulées : Le Repas[sic ?].

## Personnages représentés
Ce portrait de groupe représente donc les poètes présents aux dîners des Vilains Bonshommes qu’Edmond Maître avait présentés à Fantin. On remarque l'absence d'Albert Mérat qui a refusé de poser en compagnie d'Arthur Rimbaud après l'incident survenu lors du dîner du 2 mars 1872 : Rimbaud y avait interrompu une lecture de Jean Aicard et forcé les poètes à le sortir par la force,. Le groupe est représenté à la fin d'un repas autour d'une table, on y voit :
- assis, de gauche à droite : Paul Verlaine, Arthur Rimbaud, Léon Valade, Ernest d'Hervilly, Camille Pelletan.
- debout, de gauche à droite : Pierre Elzéar, Émile Blémont, Jean Aicard.
- un vase rempli de fleurs, au premier plan, qui serait un symbole du poète absent, Albert Mérat [6].

## Description
Au premier plan, on aperçoit, sur une nappe blanche du bord d'une table, une coupe à fruits, une carafe remplie de vin et un bouquet de fleurs à droite, une autre carafe presque vide à gauche, des petits fruits colorés éparpillés, une tasse à café, sa soucoupe et sa cuillère. 
Dans le second plan, le groupe des personnages, dont cinq sont assis et trois debout, se découpe avec leurs habits noirs (sauf celui de droite en gris) et leurs visages détaillés (ressemblance), sur le fond gris du décor occupé par le coin de deux murs où sont accrochés deux tableaux encadrés, celui de droite vu de face, celui de gauche vu incomplètement et de côté ; les branches fleuries d'une plante occupent le haut du coin des murs et en cachent l'arête.
Les personnages adoptent des poses diverses : une pipe longue d'une main, l'autre tenant un livre ouvert ; la main dans le gilet, au-dessus d'une montre à gousset ; de profil, portant un haut-de-forme ; le menton appuyé dans une main au bout d'un bras accoudé ; les cheveux ébouriffés, la main droite tenant un verre vide ; les bras croisés...
Toutes les personnes représentées sur le tableau sont habillées en noir à l'exception de Camille Pelletan qui est en gris.
Le portrait que réalise Fantin-Latour du jeune poète de Charleville est, avec la célèbre photo faite par Étienne Carjat, la représentation de Rimbaud la plus connue et reproduite.
Le tableau est vendu « à des Anglais », puis racheté par Émile Blémont qui en fait don au musée du Louvre en 1910.

## Hommages
Le tableau a fait l'objet d'un récit romancé de Claude Chevreuil, Un coin de table, publié en 2010 aux Éditions de Fallois -  (ISBN 9782877067287)
Il fait partie des « 105 œuvres décisives de la peinture occidentale » constituant le musée imaginaire de Michel Butor.

### Sources et liens externes
- Ressources relatives aux beaux-arts :   - Bildindex
  - Google Arts & Culture
  - Joconde
  - Musée d'Orsay
  - Salons 1673-1914
- Pierre Petitfils, Rimbaud, Julliard, 1982  (ISBN 2-260-00895-X)
- Luce Abélès, Fantin-Latour, Coin de table, Verlaine, Rimbaud et les Vilains Bonshommes, coll. « Les Dossiers du Musée d'Orsay » no 18, Éditions de la Réunion des musées nationaux, 1987  (ISBN 2-7118-2-170-6). Catalogue d'une exposition présentée au musée d'Orsay du 30 novembre 1987 au 28 février 1988.
- Daniel A. De Graaf, Rimbaud, sa vie, son œuvre, page 93 à 97 (texte)